# Со склонов Кокурико
Kokuriko-Zaka Kara (яп. コクリコ坂から Кокурико-Дзака Кара, досл. Со склонов Кокурико (фр. coquelicot — сорт дикого мака)) — сёдзё-манга Тэцуро Саямы с иллюстрациями Тидзуру Такахаси, а также одноимённый аниме-фильм режиссёра Горо Миядзаки.

## Манга
Манга выходила в журнале Nakayoshi издательства Коданся с января по август 1980 года. Под импринтом KC Nakayoshi была выпущена в двух томах.

## Экранизация
О производстве полнометражного аниме по сюжету манги впервые было объявлено 15 декабря 2010 года, премьера состоялась 16 июля 2011 года. Этот фильм был произведён Studio Ghibli. Режиссёр — Горо Миядзаки, автор сценария — его отец Хаяо Миядзаки и Кэйко Нива, известный по работе над «Сказаниями Земноморья»; композитор — Сатоси Такэбэ, Аой Тэсима и Кю Сакамото исполнили вокальные партии; продюсером проекта стал Тосио Судзуки.

## Сюжет
Действие сюжета разворачивается в 1963 году в Иокогаме (прообразом места действия выступил район Яматэ). У героини — Уми Мацудзаки — отец, командир корабля, погиб во время Корейской войны 10 лет назад, когда она была ещё маленькой девочкой. В то время как её мать находится в отъезде, девочке приходится принять хозяйство на себя, в частности, не забывать каждое утро поднимать сигнальные флажки с сообщением: «Желаю вам счастливого плавания!» — такое правило поставил отец, чтобы видеть с моря, что его ожидают дома.
В городке имеется школьный клуб с разнообразными секциями по интересам. Клуб хотят закрыть, тем более, что здание, в котором он базируется, уже обветшало. И вот Уми вместе с другими школьными активистами решает ехать в Токио к спонсору школы, чтобы спасти дом от разрушения. На фоне общественной деятельности просыпается первая любовь.

## Награды
Фильм занял первое место в Японии по итогам кинопроката в 2011 году, собрав 4,46 млрд иен (около 57,81 млн долларов).
| Награды и номинации                                     | Награды и номинации                                     | Награды и номинации                          | Награды и номинации | Награды и номинации |
| Награда                                                 | Категория                                               | Номинант                                     | Результат           |                     |
| ------------------------------------------------------- | ------------------------------------------------------- | -------------------------------------------- | ------------------- | ------------------- |
| 36-й Кинофестиваль в Торонто                            | Приз зрительских симпатий за лучший драматический фильм |                                              | Номинация           |                     |
| 35-я Премия Японской киноакадемии                       | Лучший анимационный фильм года                          |                                              | Победа              |                     |
| 11-я Tokyo Anime Awards                                 | Лучший анимационный фильм года                          |                                              | Победа              |                     |
| 6-я Премия киноакадемии Азиатско-Тихоокеанского региона | Лучший анимационный полнометражный фильм                |                                              | Номинация           |                     |
| 50-й Международный кинофестиваль в Хихоне               | Лучший художественный фильм                             |                                              | Номинация           |                     |
| 40-я Премия «Энни»                                      | Лучший сценарий полнометражного анимационного фильма    | Хаяо Миядзаки Кэйко Нива Кэри Киркпатрик     | Номинация           |                     |
| 14-я Премия «Золотой трейлер»                           | Лучший трейлер иностранного анимационного фильма        | Zealot Productions Уолт Дисней Пикчерз GKids | Победа              |                     |
| 17-я Премия американской ассоциации онлайн-кинокритиков | Лучший анимационный полнометражный фильм                |                                              | Номинация           |                     |